# گمینا اوبورنگکی شلانسکیه
گمینا اوبورنگکی شلانسکیه (به لهستانی:  Gmina Oborniki Śląskie) یک گمینا در لهستان است که در شهرستان چبنیکا واقع شده‌است. گمینا اوبورنگکی شلانسکیه ۱۵۳٫۷۵ کیلومتر مربع مساحت و ۱۷٬۸۳۸ نفر جمعیت دارد.